# Grégory Pouvreault
Grégory Pouvreault, né le 25 juin 2003 à Fontainebleau, est un coureur cycliste français. Il est membre de l'équipe Vendée U.

## Biographie
Grégory Pouvreault est né à Fontainebleau, en Seine-et-Marne. Il passe toutefois la majorité de son enfance à Saintes en Charente. Vers l'âge de cinq ans, il commence le cyclisme sous l'impulsion de ses parents, eux-mêmes pratiquants,. Il est formé au VC Saintais, présidé par sa mère. Décrit comme un bon rouleur, il participe à des compétitions sur route et sur piste. Il devient notamment triple vice-champion de France cadet en 2019, dans la poursuite individuelle, la course tempo et l'américaine.
En 2021, il obtient ses meilleurs résultats sur piste chez les juniors. Spécialiste de la course aux points, il termine premier du championnat de France, deuxième du championnat d'Europe et quatrième du championnat du monde dans cette discipline, sous les couleurs tricolores. Sur route, il décroche quelques accessits dans des manches de la Coupe de France juniors. Il finit ainsi troisième du Tour du Bocage et de l'Ernée 53, derrière deux futurs cyclistes professionnels : Romain Grégoire et Pierre Gautherat.
Après ses bonnes performances, il intègre le club Vendée U en 2022. Cette structure constitue une réserve pour l'équipe professionnelle TotalEnergies. Toujours actif sur piste, il représente la France aux championnats d'Europe espoirs, où il s'adjuge la médaille de bronze dans la course aux points et la poursuite par équipes. Chez les amateurs, il obtient une victoire et diverses places d'honneur en première catégorie. Il termine par ailleurs quatrième du Chrono des Nations Espoirs, inscrit au calendrier de l'UCI Europe Tour.
En 2023, il est vice-champion de France de poursuite par équipes, avec le comité des Pays de la Loire. Il se classe également troisième du Circuit du Mené, ou encore dixième du championnat de France du contre-la-montre espoirs. Lors de la saison 2024, il s'impose à quatre reprises au niveau individuel sur route.

## Palmarès sur piste

### Championnats d'Europe
| Édition / Épreuve        | Poursuite par équipes | Course aux points |
| Apeldoorn 2021 (juniors) | Argent                | Argent            |
| Anadia 2022 (espoirs)    | Bronze                | Bronze            |

### Championnats nationaux
- Bourges 2021
  -  Champion de France de la course aux points juniors
  - 2e du championnat de France de poursuite par équipes juniors
- Roubaix 2023
  - 2e du championnat de France de poursuite par équipes
- Saint-Quentin-en-Yvelines 2024
  - 2e du championnat de France de la course aux points

## Palmarès sur route

### Par année
| - 2020 - 3e du Trophée de la Ville de Châtellerault - 2021 - 3e du Tour du Bocage et de l'Ernée 53 - 2022 - La Suisse Vendéenne - 2e du Chrono des Achards - 3e des Boucles de la Loire - 3e du Chrono de Bouresse - 2023 - 2e du Grand Prix de Nantes - 2e du Chrono des Achards - 3e du Circuit du Mené | - 2024 - Grand Prix Crevoisier - Chrono 47 (contre-la-montre par équipes) - Nocturne du Bouscat - Prix de La Chaize-le-Vicomte - Chrono Châtelleraudais - Chrono des Achards - 2025 - 2e du contre-la-montre du Rouillacais |  |

### Classements mondiaux
| Année           | 2022   | 2023   |
| --------------- | ------ | ------ |
| UCI Europe Tour | 1 146e | 1 785e |